# Пара (округ)
Пара (нід. Para) — округ Суринаму, розташований у північній частині країни. Адміністративний центр — місто Онвервахт. Інші міста — Паранам, Сабана і Зандер.
Населення округу — 18 749 осіб (2004), площа — 5393 км².

## Історія
Руїни міста Йоденсаванна знаходяться в окрузі Пара. Євреї, що тікали від Іспанської інквізиції заснували Йоденсаванне в XVII столітті, але поселення було знищено пожежею в 1832 році. Цікаво, що під час Другої світової війни в Йоденсаванне розташовувався концентраційний табір для підозрюваних в нацизмі.

## Населення
За переписом населення 2012 етнічний склад населення провінції був такий:
| національність | % від населення |
| -------------- | --------------- |
| індіанці       | 20,8 %          |
| маруни         | 21,1 %          |
| креоли         | 15,3 %          |
| індосуринамці  | 6,5 %           |
| яванці         | 12,6 %          |
| змішані        | 20,8 %          |

## Економіка
Округ Пара — центр деревообробної та гірської індустрії Суринаму з великим числом працюючих шахт.
В окрузі Пара розташоване джерело якому приписують корисні медичні властивості.